# 卒業写真だけが知っている
もしかして
- 卒業写真だけが知ってる

ではありませんか？